# Eptatretus minor
Eptatretus minor – gatunek bezszczękowca z rodziny śluzicowatych.

## Zasięg występowania
Zatoka Meksykańska.

## Cechy morfologiczne
Osiąga 39,5 cm długości. 6 otworów skrzelowych z każdej strony ciała. Od 74 do 82 gruczołów śluzowych w tym 15–18 przedskrzelowych, 4–6 skrzelowych, 41–48 tułowiowych i 11–14 ogonowych.
Wzdłuż grzbietu białawy pasek.

## Biologia i ekologia
Występuje na głębokości 300–400 m.